# Miss Polonia 2025
Miss Polonia 2025 – 46. edycja konkursu piękności Miss Polonia, którego gala finałowa odbyła się 22 czerwca 2025 w Warszawie.
Galę poprowadzili Miss Polonia 2023 Ewa Jakubiec oraz aktor i prezenter Błażej Stencel. W trakcie imprezy wystąpili: Filip Lato, Dominik Dudek i Ania Iwanek.
Miss Polonia 2025 została Maja Todd z Katowic, której koronę przekazała Miss Polonia 2024 Maja Klajda.

## Rezultaty

### Główne wyróżnienia
| Tytuł             | Laureatka                                                                      |
| ----------------- | ------------------------------------------------------------------------------ |
| Miss Polonia 2025 | Maja Todd                                                                      |
| I Wicemiss        | Julia Łuczak                                                                   |
| II Wicemiss       | Justyna Roguska                                                                |
| Top 5             | Weronika Sienkiewicz Oliwia Matecka                                            |
| Top 10            | Izabela Cieśla Natalia Podgajecka Dominika Żak Patrycja Rzepka Aleksandra Jocz |

### Nagrody specjalne
| Tytuł                               | Laureatka    |
| ----------------------------------- | ------------ |
| Miss Piękna z Przesłaniem           | Dominika Żak |
| Miss publiczności                   | Julia Łuczak |
| Miss Polonia serwisu naszemiasto.pl | Julia Łuczak |

## Finalistki
| Nr | Kandydatka           | Wiek | Wzrost | Województwo         | Miejscowość       |
| -- | -------------------- | ---- | ------ | ------------------- | ----------------- |
| 1  | Oliwia Matecka       | 24   | 164 cm | łódzkie             | Łódź              |
| 2  | Dominika Żak         | 23   | 169 cm | Polonia amerykańska | Chicago           |
| 3  | Martyna Eich         | 23   | 169 cm | pomorskie           | Tczew             |
| 4  | Amelia Mączka        | 21   | 169 cm | łódzkie             | Wieruszów         |
| 5  | Sylwia Berus         | 25   | 170 cm | podlaskie           | Suwałki           |
| 6  | Adrianna Pala        | 25   | 169 cm | śląskie             | Dąbrowa Górnicza  |
| 7  | Veronica Dziecina    | 19   | 170 cm | Polonia amerykańska | Chicago           |
| 8  | Barbara Rogaczewska  | 25   | 171 cm | łódzkie             | Łódź              |
| 9  | Natalia Podgajecka   | 22   | 172 cm | mazowieckie         | Warszawa          |
| 10 | Wiktoria Kurek       | 21   | 172 cm | świętokrzyskie      | Kielce            |
| 11 | Oliwia Nowosielska   | 21   | 172 cm | śląskie             | Zabrze            |
| 12 | Weronika Sienkiewicz | 23   | 173 cm | podlaskie           | Białystok         |
| 13 | Gabriela Rogala      | 24   | 175 cm | podkarpackie        | Rzeszów           |
| 14 | Klaudia Połuboczek   | 18   | 175 cm | podlaskie           | Sejny             |
| 15 | Dominika Dyrdał      | 21   | 176 cm | małopolskie         | Kraków            |
| 16 | Patrycja Rzepka      | 23   | 177 cm | lubelskie           | Puławy            |
| 17 | Nikola Próchniak     | 24   | 180 cm | lubelskie           | Lublin            |
| 18 | Maja Todd            | 20   | 180 cm | śląskie             | Katowice          |
| 19 | Julia Lachowska      | 24   | 181 cm | mazowieckie         | Warszawa          |
| 20 | Aleksandra Jocz      | 23   | 182 cm | dolnośląskie        | Wrocław           |
| 21 | Izabela Cieśla       | 19   | 182 cm | Polonia amerykańska | Chicago           |
| 22 | Justyna Roguska      | 21   | 183 cm | mazowieckie         | Ożarów Mazowiecki |
| 23 | Ewelina Maciejewska  | 22   | 183 cm | dolnośląskie        | Wrocław           |
| 24 | Julia Łuczak         | 21   | 183 cm | wielkopolskie       | Poznań            |